# Де Са, Бруно
Бруно де Са Нунес (порт. Bruno de Sá Nunes; род. 29 ноября 1989, Санту-Андре) — бразильский оперный певец.
Голос Бруно де Са характеризуется как контратенор, однако сам певец возражает против такой характеристики, настаивая на своём праве называться мужским сопрано, поскольку его верхний регистр не является фальцетом.
Дебютировал на бразильской оперной сцене в 2013 году в партии мальчика в опере Курта Вайля «Говорящий Да». В последующие три года выступал на оперных и концертных сценах Сан-Паулу, Манауса и других бразильских городов в самом разном репертуаре, от «Страстей» Иоганна Себастьяна Баха до оперы Скотта Джоплина «Тримониша».
В 2016 году дебютировал в Европе, выступив в Любеке как солист при исполнении оратории Георга Фридриха Генделя «Мессия» и Маленькой торжественной мессы Джоакино Россини. В сезоне 2019—2020 гг. выступал в оперной студии в Базеле, на сценах Оперного театра Галле, Театра ан дер Вин, Хельсинкского Дома музыки; среди прочего, исполнил партию Русалочки в мировой премьере оперы Джерека Бишофа «Сказки Андерсена». В 2021 году выступил в партии Авеля в оратории Алессандро Скарлатти «Первое человекоубийство», постановку которой осуществил Филипп Жарусски. На март 2022 года был назначен сольный концерт Бруно де Са из произведений Вольфганга Амадея Моцарта в Москве; в ноябре 2022 года успешно выступил с сольным концертом в Вильнюсе.

## Партии в операх (избранное)
- Jherek Bischoff: Andersens Erzählungen ― Русалочка [премьера, г. 2019, Базельский театр]
- Джованни Баттиста Бонончини: Polifemo ― Aci
- Шарль Франсуа Гуно: Ромео и Джульетта ― Стефано
- Вольфганг Амадей Моцарт
  - Свадьба Фигаро ― Керубино, Барбарина
  - Волшебная флейта ― Первая дама
- Никола Порпора: Карл Лысый ― Berardo
- Джакомо Пуччини: Джанни Скикки ― Герардино
- Энгельбе́рт Xумперди́нк: Гензель и Гретель ― Гензель